# مركز دائرة المعارف الإسلامية الكبرى
مركز دائرة المعارف الإسلامية الكبرى (1984مـ-طهران-إيران)(بالفارسية: مركز دائرة المعارف بزرگ اسلامی)، أو مركز الدراسات الإيرانية والإسلامية هو مؤسسة علمیة ـ بحثیة تأسست في شهر آذار عام 1984مـ في طهران علی يد سيد كاظم الموسوي البجنوردي، بهدف تألیف ونشر الموسوعات العامة والمتخصصة والمراجع في الجوانب المختلفة من العلوم وخاصة الثقافة والحضارة الإسلامیة والإیرانیة. تشمل مكتبة هذا المركز أكثر من سبعمائة ألف كتاب ومجلة فصلیة في كل مجالات التاريخ والثقافة الإسلامیة وتحولت هذه المكتبة إلی أكبر مكتبة متخصصة في البلاد.

## تاريخ
تأسس مركز دائرة المعارف الإسلامیة الكبری في آذار عام 1984مـ بهدف تألیف ونشر الموسوعات العامة والمتخصصة والمراجع في الجوانب المختلفة من العلوم وخاصة الثقافة والحضارة الإسلامیة والإیرانیة. ومن أجل تحقیق هذا الهدف، فكان من الضروري تأسیس مؤسسة علمیة منسجمة تتمتع بقدرات عالیة. ولذلك، فقد دعي عددٌ من أبرز العلماء والباحثین الإیرانیین للتعاون مع المؤسسة. وقد عمدت النواة الأولی من هذه المؤسسة العلمیة إلی بیان طرق الوصول إلی هذه الأهداف وإعداد وتنفیذ مخطط علمي من خلال دراسة أسالیب تألیف الموسوعات ووضعت تألیف دائرة المعارف الإسلامية الكبرى في مقدمة جدول أعمالها كخطوة أولی. وقد بدأ تنفیذ المخطط السابق من أواسط سنة 1985مـ. وواجهت المؤسسة بعض الصعوبات من حیث جمع أدوات البحث، خاصه تأسیس مكتبة غنیة تضم أكثر مصادر التاریخ والثقافة الإسلامیة والإیرانیة أصالة وقیمة، إلا أن مؤسسة المركز العلمیة اتسعت تدریجیاً بموازاة تأسیس المكتبة وتوسیعها من خلال دعوة الباحثین المعروفین والباحثین الشباب أیضاً، حیث یتعاون مع المؤسسة الآن أكثر من ثلاثمائة من الأساتذة، المؤلفین والباحثین بشكل متواصل، عبر تقدیم المشاریع المختلفة التي هي قید التنفیذ.

## موقع جغرافي
يقع مركز دائرة المعارف الإسلامیة الكبری في منطقة دار آباد بشمال طهران، والذي يتمتع بالطراز المعماري للثقافة الإسلامية والإيرانية، وملاذ دافئ للمثقّفين. ويتمتع هذا المركز بمحيط هادئ ومناسب للبحث والدراسة فهو يشرف من جهة على عموم المدينة وعلى الطبيعة من جهة أخرى.

## المكتبة ومركز الوثائق والإعلام
إنطلقت نشاطات المكتبة التابعة لمؤسسة الموسوعة الإسلامية الكبرى في يونيو 1984مـ. كانت الغاية من وراء ذلك توفير المعلومات المكتوبة وغير المكتوبة التي يحتاجها الباحثون والكتاب في المؤسسة وتسيير عملية الأبحاث عبر تجميع المصادر الضرورية وما تتطلبه من إمكانيات والتواصل مع المؤسسات والمعاهد العلمية والثقافية محليا وأجنبيا. وتوسعت المكتبة وكتبها مع مرور الوقت حتى بلغ عدد الكتب إلی أكثر من 700 ألف كتاب وتحولت هذه المكتبة اليوم إلى إحدى أهم وأبرز المكتبات المتخصصة في البلاد قيمة. ويتواصل المركز تجميع أكبر قدر من الكتب المطبوعة والمخطوطات والكتب المصورة والأفلام والمايكروفيلم والوثائق والرسائل التاريخية والصور والإسلايدات، إضافة إلى الأفلام والأشرطة والأقراص المدمجة. وكذلك إن القائمين على المكتبة يقومون بالمشاركة في المعارض الدولية للكتب لتوفير الكتب والمجلات الحديثة بشكل متواصل ومن جهة أخرى يواصلون شراء الكتب أو تلقي المجموعات الفاخرة التي يقدمها الأفراد للمكتبة، إضافة إلى تصوير الكتب والمجلات القديمة والكتب النادرة المتوفرة في المكتبات العامة أو الخاصة.

### محتويات المكتبة
| رقم | نوع الكتب أو المخطوطات             | عدد    | لغة الكتاب                                                                        |
| --- | ---------------------------------- | ------ | --------------------------------------------------------------------------------- |
| 1   | الكتب المطبوعة                     | 649369 | الفارسية، العربية، الإنجليزية، الفرنسية، الآلمانية، الروسية، التركية وسائر اللغات |
| 2   | مجموعة من المخطوطات                | 2016   | الفارسية، العربية، التركية                                                        |
| 3   | مجموعة مصورة                       | 9108   |                                                                                   |
| 4   | مطبوعة علمية                       | 4514   |                                                                                   |
| 5   | الملفات والإضبارات العلمية المغلفة | 7357   |                                                                                   |
| 6   | مايكروفيلمات للمخطوطات والوثائق    | 1310   |                                                                                   |
| 7   | المرسومة ورسالة تاريخية            | 11695  |                                                                                   |
| 8   | إسلايدات وصور                      | 4010   |                                                                                   |
| 9   | صور المسكوكات التاريخية            | 10,000 |                                                                                   |
| 10  | قرص مدمج                           | 4513   |                                                                                   |
| 11  | الكتب الرقمية                      | 25375  | [ 5 ]                                                                             |

## الجوائز وشهادات التقدير
| رقم | اسم الأثر                                                                       | نوع الجائزة                                                                   |
| --- | ------------------------------------------------------------------------------- | ----------------------------------------------------------------------------- |
| 1   | دائرة المعارف الإسلامية الكبرى                                                  | جائزة كتاب العام في جمهورية إيران الإسلامية                                   |
| 2   | الموسوعة الإسلامية الكبرى                                                       | جائزة مهرجان خوارزمي الدولي السابع عشر                                        |
| 3   | المجموعة المفهرسة لمخطوطات الموسوعة الإسلامية الكبرى                            | جائزة كتاب العام في جمهورية إيران الإسلامية                                   |
| 4   | المجموعة المفهرسة المصغرة للكتب الفارسية                                        | جائزة كتاب العام في جمهورية إيران الإسلامية                                   |
| 5   | المجموعة المفهرسة لمخطوطات الموسوعة الإسلامية الكبرى (مجلدان)                   | جائزة كتاب العام في جمهورية إيران الإسلامية                                   |
| 6   | المجموعة المفهرسة لمخطوطات الموسوعة الإسلامية الكبرى (مجلد واحد)                | جائزة صيانة المخطوطات                                                         |
| 7   | المجموعة المفهرسة للمخطوطات المصورة في مؤسسة الموسوعة الإسلامية الكبرى (مجلدان) | إعتبار المجموعة ككتاب يستحق التقدير من "شهاب" مكتبة أية الله المرعشي النجفي   |
| 8   | موسوعة إسلاميكا                                                                 | جائزة المهرجان الدولي لكتاب العام في دورته الثامنة والعشرين                   |
| 9   | كتاب اللوحات الخزفية لقلعة تخت جمشيد                                            | جائزة كتاب الموسوم والسنة في جمهورية إيران الإسلامية                          |
| 10  | الموسوعة الإسلامية الكبرى                                                       | جائزة مهرجان فارابي                                                           |
| 11  | الشاهنامة: صححه وحققه جلال خالقي مطلق                                           | جائزة صيانة المخطوطات                                                         |
| 12  | موسوعة طهران الكبرى                                                             | جائزة المهرجان الدولي الثاني والثلاثين لكتاب العام في جمهورية إيران الإسلامية |

## وصلات خارجية
- بالصور-مركز دائرة المعارف الإسلامية الكبرى